# Delena Kidd
Delena Kidd (Newcastle upon Tyne, 11 febbraio 1935) è un'attrice britannica apparsa in numerose produzioni televisive britanniche a partire dagli ultimi anni '50.
In anni recenti è probabilmente più conosciuta per aver interpretato la Regina Adelaide nella serie storica Victoria & Albert.

## Biografia e carriera
Nata da padre medico e madre attrice (Violet Ormonde), Delena ha frequentato il Cheltenham Ladies' College. Ha continuato gli studi alla Central School of Speech and Drama, dove ha vinto il Premio Sybil Thorndike. Alla conclusione degli studi, ha iniziato ad apparire nel teatro di repertorio inglese.
Le sue apparizioni televisive più importanti sono quelle nelle serie Family Affairs, Time Trumpet, The Sweeney e The Two Mrs. Grenvilles.
 
Per quanto riguarda il cinema, rinomata è la partecipazione a La strada dei quartieri alti.
Dal 1961 è sposata con l'attore Gary Raymond, con il quale ha avuto tre figli. La più giovane di essi, Emily Raymond, è anche attrice e sposata con un altro attore britannico, Ben Miles.

## Filmografia parziale

### Cinema
- La strada dei quartieri alti (Room at the Top), regia di Jack Clayton (1958)
- In the Trap - Nella trappola, regia di Alessio Liguori (2019)

### Televisione
- Agente speciale (The Avengers) - serie TV, episodio 1x06 (1961)